# 趙從衍家族
趙從衍家族是香港望族之一。趙從衍原籍江蘇省無錫市，曾居于上海市。後來舉家來到香港之後創立華光航運。現時仍是世界最佳輪船公司之一，同時也通過香港上市公司卓能 (集團)從事房地產投資開發和建築設計等。

## 家族成員[1]
- 趙從衍（1912—1999）＝倪亞震（？—2000年）
  - 趙世彭（1934—2001）[2]＝鄧素玲，兩名孫男[3]
    - 趙式南 （子，早夭）[3]
    - 長子趙式中
    - 次女趙式亞
    - 三女趙式英
    - 四女趙式華
    - 趙式智（在趙從衍的葬禮出現，並自稱為趙世彭的私生子）

  - 趙世儀（？—1974）[4]＝張燕萍
    - 趙式安
    - 趙式恆
    - 趙式言

  - 趙世曾（1936—）
    - 長女趙式芝Gigi，母親姚煒未与父亲结婚（1979—）＝楊如芯Sean，同性婚姻[5]
    - 次子趙式浩Howard，母親蔡盈盈未與父親結婚（1983—）
      - 獨子趙子勤Ian，母親Winnie為赵式浩女友（2011—）[6][7]
      - 異姓姐姐陳泳希母親蔡盈盈與陳觀泰未婚所生[5]
      - 異姓弟弟黃偉文母親蔡盈盈同現任丈夫黃姓美籍華僑所生[5]

    - 三子趙式正Roman，母親Terri Holladay未與父親結婚[5][8] （1995—）

  - 趙世光（1940—2016）＝何莉莉
    - 長女趙式明Sabrina[9]：華光海運副主席＝邱華瑋Andrew[9]：远东发展创办人邱德根孙儿，2010年結婚，一子[10][11]
      - 邱耀德（2015—）[9]
      - 另有一子

    - 次女趙式和雙胞胎姊姊[12]＝李承康，2009年頭結婚[13]
    - 三女趙式平雙胞胎妹妹[12]＝Frederic Nugeron[14]，2009年年底結婚，一子[11][13]
      - 赵子兰

    - 幼子趙式慶（1978—）：香港文化節創辦人及中華國術總會執行董事＝鄭慧師（2008年3月結婚）[11][13][15]
      - 女兒赵子彤（2008—）[16]
      - 兒子赵子昂（2013—）[16]

    - 私生子趙式康母親為程秀麗（1989—）[17]
    - 私生女趙式珠母親為程秀麗（1992—）[18]

  - 趙世亮（1941—）＝胡氏
    - 胡麟（1975—）
    - 胡鯤（1969—）
    - 張秀愉=陳冠平
      - 陳俊立
      - 陳俊之

    - 張雪愉

## 外部連結
- 人民网—与包玉刚董浩云齐名 赵氏船王沉浮60年 （页面存档备份，存于）
- 南方网：女友逾千：赵氏三兄弟风流艳史全城热门 （页面存档备份，存于）
- 联合晚报: 姚炜前夫赵世曾风流成性 获称为香港第一玩家 （页面存档备份，存于）